# Polycentropus altmani
Polycentropus altmani är en nattsländeart som beskrevs av Yamamoto 1967. Polycentropus altmani ingår i släktet Polycentropus och familjen fångstnätnattsländor. Inga underarter finns listade i Catalogue of Life.